# Will Self
William Woodard Self (Londres, 26 de setembro de 1961) é um autor, jornalista, comentarista político e personalidade de televisão inglês. É autor de onze romances, cinco coleções de contos, três novelas e cinco coleções de obras de não-ficção.
Seu romance de 2002, Dorian, an Imitation, foi listado para o Prêmio Man Booker, e seu romance de 2012, Umbrella, foi selecionado. Sua ficção é conhecida por ser satírica, grotesca e fantástica, e é predominantemente ambientada em sua cidade natal, Londres. Seus escritos frequentemente exploram doenças mentais, abuso de drogas e psiquiatria.
Self é colaborador regular de publicações como The Guardian, Harper, The New York Times e London Review of Books. Atualmente, ele escreve uma coluna para o New Statesman e, ao longo dos anos, foi colunista do Observer, The Times e Evening Standard . Suas colunas para Building Design no ambiente construído e para a Independent Magazine sobre a psicologia do lugar o destacaram como um pensador preocupado com a política do urbanismo .
Self é um contribuinte regular na televisão britânica, inicialmente como um convidado em  programas humorísticos como Have I Got News for You. Em 2002, Self substituiu Mark Lamarr no programa  humorístico de debates da BBC Shooting Stars  por duas séries, mas foi substituído pelo comediante Jack Dee quando o programa retornou em 2008.  Desde então, ele apareceu em programas de assuntos atuais, como Newsnight e Question Time. Self é colaborador do programa da BBC Radio 4, A Point of View, para o qual ele contribui com ensaios de rádio entregues em seus familiares "tons lúgubres". Em 2013, Self estava em negociações para se tornar o primeiro escritor-residente da BBC Radio 4  mas depois desistiu das negociações.

## Primeiros anos
Self nasceu no Charing Cross Hospital em Londres  e cresceu no norte de Londres, entre os subúrbios de East Finchley e Hampstead Garden Suburb. Seus pais eram Peter John Otter Self, professor de Administração Pública na London School of Economics, e Elaine Rosenbloom, de Queens, Nova York, que trabalhava como assistente de editora. Seu avô paterno, Sir Albert Henry Self, veio de uma família da classe trabalhadora em Fulham. Quando criança, Self passou um ano morando em Ithaca, no interior de Nova York.
Os pais de Self se separaram quando ele tinha nove anos e se divorciaram quando ele tinha 18 anos. Apesar do incentivo intelectual dado por seus pais, ele era uma criança emocionalmente confusa e autodestrutiva, se machucando com pontas de cigarro e facas antes de começar a experimentar drogas.
Self era um leitor voraz desde tenra idade. Aos dez anos, desenvolveu interesse em obras de ficção científica, como Duna de Frank Herbert e as de J.G .Ballard e Philip K. Dick . Na adolescência, Self alegou ter sido "dominado pelo cânone", sufocando sua capacidade de se expressar. Não obstante, o interesse de Self por drogas cresceu em sintonia com sua leitura prolífica. Self começou a fumar maconha aos 12 anos de idade, passando por anfetaminas, cocaína e LSD para heroína, que começou a injetar aos 18 anos. Self lutou com problemas de saúde mental durante esse período, e com 20 anos tornou-se um paciente ambulatorial .
Frequentou a University College School, uma escola independente para meninos em Hampstead . Mais tarde, ele estudou no Christ's College, Finchley, de onde foi para o Exeter College, na Universidade de Oxford, no curso de Filosofia, Política e Economia, formando-se no terceiro grau. Em Oxford, tornou-se editor e colaborador frequente de um jornal underground de estudantes de esquerda chamado Red Herring / Oxford Strumpet, cujas cópias estão arquivadas na Bodleian Library .  

## Carreira

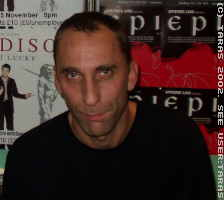
Self em uma sessão de autógrafos de livro de 2002

Depois de se formar em Oxford, Self trabalhou para o Greater London Council, incluindo um período como varredor de rua, enquanto morava em Brixton. Ele seguiu uma carreira como cartunista para o New Statesman e outras publicações e como comediante de stand-up .  Ele se mudou para Gloucester Road por volta de 1985. Em 1986, ele entrou em um centro de tratamento em Weston super Mare, onde alegou que seu vício em heroína estava curado. Em 1989, "através de uma série de acidentes", ele "abriu caminho" para administrar uma pequena editora.
A publicação de sua coleção de contos  The Quantity Theory of Insanity  o levou à atenção do público em 1991. Self foi aclamado como um novo talento original por Salman Rushdie, Doris Lessing, Beryl Bainbridge, AS Byatt e Bill Buford. Em 1993, ele foi indicado pela revista Granta como um dos 20 "Melhores Jovens Romancistas Britânicos". Por outro lado, o segundo livro de Self, My Idea of Fun, foi "destroçado" pelos críticos.
Self ingressou no Observer como colunista em 1995.  Ele ganhou publicidade negativa em 1997, quando foi enviado para cobrir a campanha eleitoral de John Major e foi pego por um jornalista rival usando heroína no jato do primeiro-ministro, e foi demitido como resultado. Na época, ele argumentou: "Sou um farsante que é contratado porque uso drogas". Ele se juntou ao Times como colunista em 1997.  Em 1999, ele deixou o Times para se juntar ao Independent on Sunday,  que deixou em 2002 para o Evening Standard.
Ele fez muitas aparições na televisão britânica, especialmente como participante do painel Have I Got News for You e como regular no Shooting Stars. Desde 2008, o Self apareceu cinco vezes no Question Time. Ele parou de aparecer em Have I Got News for You, afirmando que o programa se tornou um pseudo- painel. 2003-2006, ele contribuiu regularmente para a série de televisão da BBC2 Grumpy Old Men.
Desde 2009, Self escreve duas colunas quinzenais alternadas para o New Statesman. The Madness of Crowds explora fenômenos sociais e comportamento de grupo, e em Real Meals ele analisa os pontos de venda de alimentos nas ruas. Para um artigo de maio de 2014 no The Guardian, ele escreveu: "o romance literário como obra de arte e forma de arte narrativa central de nossa cultura está realmente morrendo diante de nossos olhos", explicando em um artigo de julho de 2014 que sua renda com royalties havia diminuído " dramaticamente "na década anterior. O artigo de julho seguiu o lançamento de um estudo sobre os ganhos de autores britânicos encomendado pela Sociedade de Licenciamento e Coleta de Autores.

## Obras

### Romances
- Cock and Bull (1992)
- My Idea of Fun (1993)
- The Sweet Smell of Psychosis (novela ilustrada) (1996)
- Great Apes (1997)
- How the Dead Live (2000)
- Dorian, an Imitation (2002)
- The Book of Dave (2006)
- The Butt (2008)
- Walking to Hollywood (2010)
- Umbrella (2012)
- Shark (2014)
- Phone (2017)

### Coleções de contos
- The Quantity Theory of Insanity (1991)
- Grey Area (1994)
- Design Faults in the Volvo 760 Turbo (1998)
- Tough, Tough Toys for Tough, Tough Boys (1998)
- Dr. Mukti and Other Tales of Woe (2004)
- Liver: A Fictional Organ with a Surface Anatomy of Four Lobes (2008)
- The Undivided Self: Selected Stories (2010)

### Não-ficção
Self também compilou vários livros de trabalho de suas colunas de jornais e revistas que misturam entrevistas com figuras da contracultura, resenhas de restaurantes e críticas literárias.
- Junk Mail (1996)
- Perfidious Man (2000) photography by David M. Gamble
- Sore Sites (2000)
- Feeding Frenzy (2001)
- Psychogeography (2007)
- Psycho Too (2009)
- The Unbearable Lightness of Being a Prawn Cracker (2012)

### Televisão
- The Minor Character- o conto  de Self foi transformado em um curta-metragem na Sky Arts, estrelado por David Tennant como "Will".